# Dendrobium capra
Dendrobium capra là một loài lan trong chi Lan hoàng thảo.